# Pseudojanira investigatoris
Pseudojanira investigatoris là một loài chân đều trong họ Pseudojaniridae. Loài này được Poore & Just miêu tả khoa học năm 1990.